# Watchmen (sèrie de televisió)
Watchmen és una sèrie dramàtica de superherois basada en el còmic del mateix nom de DC Comics que va ser creat per Alan Moore i Dave Gibbons. La sèrie és obra de Damon Lindelof per a HBO, amb Lindelof fent de productor executiu i guionista. El seu repartiment inclou a Regina King, Don Johnson, Tim Blake Nelson, Yahya Abdul-Mateen II, i Jeremy Irons.

## Sinopsi
Watchmen està ambientada en "una història alternativa on els superherois són tractats com empestats" i "abraça la nostàlgia de la innovadora novel·la gràfica original alhora que intenta obrir noves vies".

## Elenc i personatges

### Principals
- Regina King com la detectiu Angela Abar/ Sister Night
- Don Johnson com el cap de policia Judd Crawford
- Tim Blake Nelson com a Wade/ Looking Glass
- Yahya Abdul-Mateen II com a Cal Abar
- Andrew Howard com a Red Scare
- Jacob Ming-Trent com a Panda
- Tom Mison com el Sr. Phillips
- Sara Vickers com la Senyoreta Crookshanks
- Dylan Schombing com a Topher Abar
- Louis Gossett Jr. com a Will Reeves
- Jeremy Irons com a Ozymandias
- Jean Smart com a Laurie Blake
- Adelaide Clemens
- Hong Chau com a Lady Trieu
- James Wolk com el Senador Joe Keene

### Recurrents
- Frances Fisher com a Jane Crawford
- Jessica Camacho com a Pirate Jenny